# 舞蝶館
舞蝶館位於台北市花博公園內，曾作為2010年台北國際花卉博覽會展館。

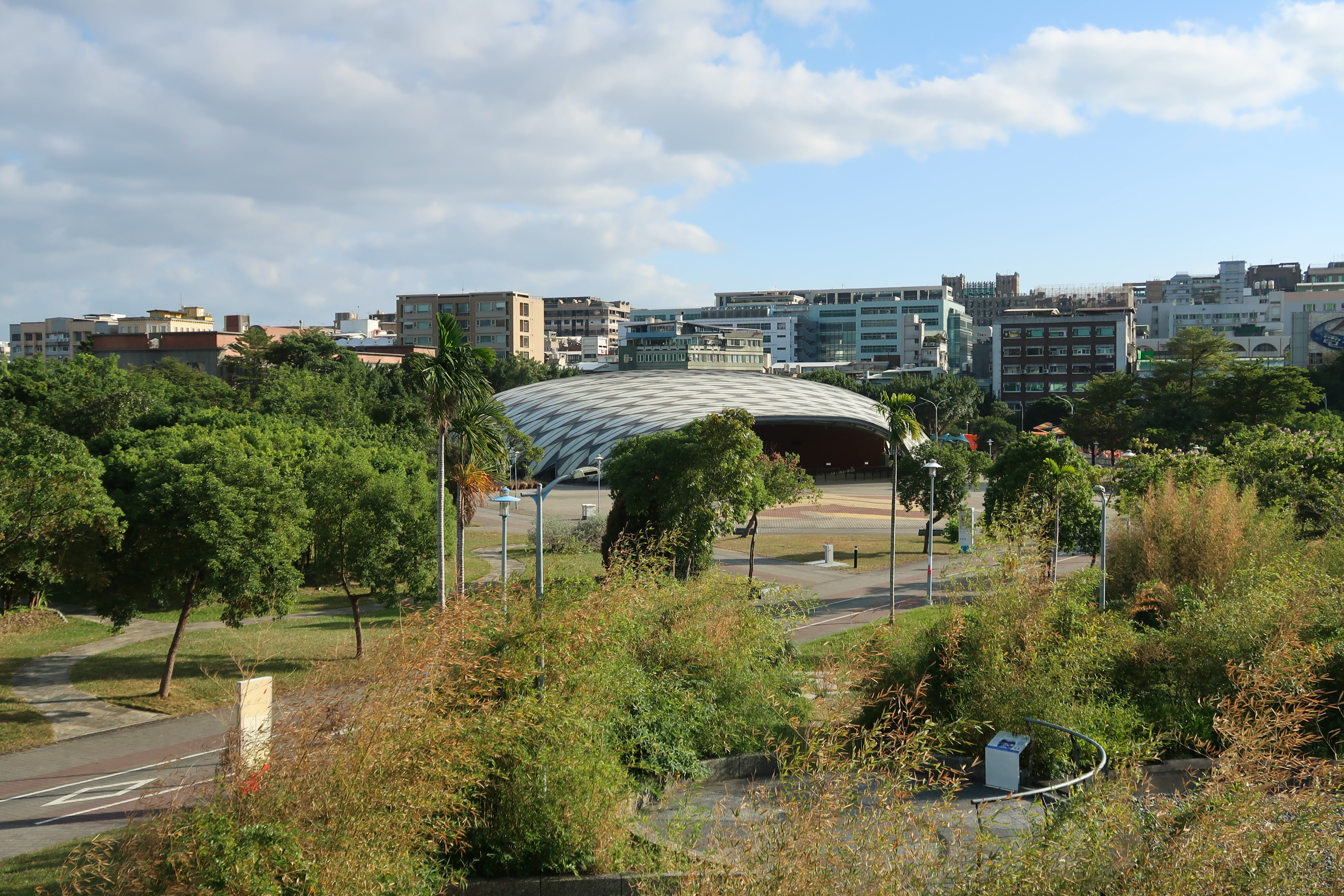
舞蝶館

## 建物問題
舞蝶館原供於秋、冬、春三季舉辦的台北國際花卉博覽會使用，故未設置空調，為半開放式的空間，利用自然的通風，因此於白天或夏季時會變得很悶熱；因舞蝶館位於台北松山機場航道下方，噪音問題會影響到場地的使用。

## 地理位置
本館位於台北市中山區花博公園─美術公園寰宇庭園區南邊，南邊為民族東路，北邊與風味館相望。

## 外部連結
- 花博公園 （页面存档备份，存于） （繁體中文）
- 花博公園的Facebook專頁